# Дуданов, Иван Петрович
Иван Петрович Дуданов (род. 14 февраля 1954, Чапаевск) — российский учёный-хирург, доктор медицинских наук, профессор, член-корреспондент Российской академии наук.

## Биография
В 1978 году окончил Первый Ленинградский медицинский институт.
С 1980 по 1983 учился в аспирантуре при кафедре факультетской хирургии медицинского факультета ПетрГУ, после окончания остался работать на кафедре.
В 1985 году защитил кандидатскую диссертацию на тему «Хирургическое лечение первичного варикозного расширения вен нижних конечностей с использованием метода подкожной флеботомии пластинчатым скальпелем-флеботомом».
В 1992 году поступил в докторантуру при кафедре факультетской хирургии ПСПбГМУ и в 1993 году защитил докторскую диссертацию на тему «Хирургическое лечение сочетанных атеросклеротических поражений брахиоцефальных артерий и брюшной аорты», в том же году возглавил кафедру факультетской хирургии ПетрГУ.